# Molho Soubise
Soubise é uma palavra francesa que dá nome a um molho a base de cebolas com consistência de purê. Este molho foi criado pelo chef Constant e o nome foi dado em homenagem ao marechal Charles de Rohan, príncipe de Soubise, gourmet célebre da corte francesa do século XVIII.
Fonte Pequeno Dicionário de Gastronomia - Maria Lucia Gomensoro
O molho Soubise é um molho béchamel a que se adiciona um pure de cebola.
Ingredientes:
molho béchamel

1 cebola média picada 

Preparação:
Junte a cebola alourada ao molho béchamel.